# Astragalus caudiculosus
Astragalus caudiculosus är en ärtväxtart som beskrevs av Pierre Edmond Boissier. Astragalus caudiculosus ingår i släktet vedlar, och familjen ärtväxter. Inga underarter finns listade i Catalogue of Life.